# Филимонов, Валерий Николаевич
Вале́рий Никола́евич Филимо́нов (род. 5 апреля 1960, Яльчики, Яльчикский район, Чувашская АССР, РСФСР, СССР) — чувашский и российский государственный деятель. Заслуженный работник здравоохранения Российской Федерации.
С 29 сентября 2016 по 19 октября 2018 являлся председателем Государственного совета Чувашской Республики.

## Биография

### Происхождение
Родился 5 апреля 1960 года в селе Яльчики, Яльчикский район, Чувашская АССР.
Образование высшее, в 1984 году окончил Пятигорский медико-фармацевтический институт, в 2005 году — юридический факультет Чебоксарского кооперативного института Российского университета кооперации.

### Трудовая деятельность
1977—1978 годы — рабочий Яльчикского крахмального завода.
1978—1984 годы — студент Пятигорского фармацевтического института.
1984—1985 годы — служба в рядах Советской Армии.
1986—1988 годы — инспектор-провизор организационно-фармацевтического отдела Аптечного управления Совета Министров Чувашской АССР.
1988—1994 годы — заведующий-провизор аптеки № 135, г. Чебоксары.
1994 — сентябрь 2016 — генеральный директор государственного унитарного предприятия Чувашской Республики «Фармация» Министерства здравоохранения Чувашской Республики.
18 сентября 2016 года избран депутатом Государственного Совета Чувашской Республики шестого созыва по Привокзальному одномандатному избирательному округу № 16 (г. Чебоксары).
Постановлением Государственного Совета Чувашской Республики от 29 сентября 2016 года избран председателем Государственного Совета Чувашской Республики.
Секретарь регионального отделения партии «Единая Россия» (2017—2018 годы).
19 октября 2018 года освобождён от должности председателя Государственного Совета Чувашской Республики. На основании его письменного заявления принято решение о досрочном прекращении полномочий депутата Валерием Филимоновым, избранным по Привокзальному одномандатному избирательному округу № 16 (Чебоксары).
19 октября 2018 года глава Чувашской Республики Игнатьев М. И. подписал распоряжение о назначении Валерия Филимонова заместителем руководителя Администрации главы Чувашской Республики.
Избирался депутатом Государственного Совета Чувашской Республики второго, четвёртого и пятого созывов.

## Семья
Женат, имеет троих детей.

## Награды
- Заслуженный работник здравоохранения Российской Федерации
- Почётная грамота Государственной Думы Федерального собрания Российской Федерации
- Благодарность Центральной избирательной комиссии Российской Федерации

- Заслуженный работник здравоохранения Чувашской Республики
- Благодарность Главы Чувашской Республики
- Почётная грамота Государственного совета Чувашской Республики
- Почётная грамота Министерства здравоохранения Чувашской Республики
- Почётная грамота Государственного комитета Чувашской Республики по делам гражданской обороны и чрезвычайным ситуациям